# محمدخان بلوچ
سردار محمد خان بلوچ از سرداران نامدار بلوچ در عصرِ نادری و پایانیِ صفوی بود.
او عهده‌دار منصب سرداری تمام طوایف بلوچ با جمعیتی بالغ بر ۸۰ هزار خانوار بلوچ بود که به گفته او در نامه اش به نادرشاه افشار، آنها از سیستان و بنادر خلیج الی سرحد هندوستان گسترده بودند.
محمدخان در راستای حمایت از خاندان صفویه که به وسیلهٔ نادرشاه از قدرت کنار زده شدند، علیه نادر شاه شورش کرد. گرچه او در ابتدا مورد لطف و توجه نادرشاه افشار قرار گرفت و تمام هدایای که با خود از جانب سلطان روم (عثمانی) آورده بود به نادرشاه افشار پیشکش کرد و به این ترتیب به مقامات والایی دست یافت و در مقام حکومتی خویش ابقا شد. حتی محمدخان بلوچ به عنوان یکی از چند نفری انتخاب شد که با یکدیگر نزد شاه طهماسب ثانی رفتند تا تاج و جیقه شاهی از او بستانند و برای نادرشاه افشار بیاورند. برخی مورخان و پژوهشگران بر این عقیده اند که این سرداران گرچه در باطن مخالف این عمل بودند اما چاره ای جز انجام عمل نداشتند چراکه عواقب کسانی که از دستورات نادرشاه افشار پیچیده بودند را نیز مشاهده کرده بودند به این منظور مجبور به اطاعت امر شدند.
جنگ محمدخان با نادرشاه در سال ۱۱۱۳ خورشیدی در منطقه رستم و در دربند فهلیان ممسنی (فیلیان) رخ داد و به شکست محمدخان انجامید. محمدخان پس از شکست رهسپار سواحل خلیج فارس گردید و پس از دستگیری و اسارت در زندان اصفهان، خودکشی نمود.
طایفه بلوچ حسن خانی اولاد های حسن خان پسر محمد خان بلوچ که قیام حسن خان بلوچ از پاکستان تا بندرعباس را تصرف کرد اما حکومت مرکزی سقوط نکرد آنها در استان کرمان بخشی در بندرعباس ماندگار شدند . پس از آن پسری به نام علی خان روی کار آمد از علی خان ۵ پسر به نام های حسن خان ، محمدرضا خان ، محمد حسین خان ، شاه میرزا خان و شیر خان این پنج برادر هر یکی برای خود طایفه تشکیل دادند و در استان کرمان متمرکز شدند شاه میرزا خان در بردسیر کرمان به نام طایفه آبدوغی‌ ، بلوچ الله بخشی ، پور احمدی و کلانتری و حسن خان در زرند کرمان به نام طایفه بلوچ حسن خانی ، بهادینی ، لحدادی ، دادخدایی‌ ، عبداللهی و محمدی در استان تقسیم شدند ورثه محمدحسین خان در رفسنجان که از آنجا به شهرستان بم به نام عربخانه و دامنه پاشکویه‌ متمرکز شدند محمدرضا خان در کوه هزار راین متمرکز شدند بلوچ محمدرضا خانی ، رضا خانی ، سیرگانی‌ و بلوچ اکبری و بلوچ شهریاری که از آنجا ییلاقی در کوه هزار و قشلاق در کهنوج و رودبار و شیرخانی ها در منطقه نرماشیر آمدند و آنجا ملک های زیادی را آباد کردند به نام بلوچ آباد ، محسن آباد و کریم آباد و حسن خان هم در منطقه بم و ابارق و دهنه پاشکویه‌ بند جمال‌بارز نرماشیر ییلاق و قشلاق می‌کردند این قوم بلوچ که آخرین سردار طایفه بلوچ حسن خانی نورعلی خان بلوچ و نوه آن به نام سردار ناصر سلطانی در زمان انقلاب اسلامی طایفه را جمع آوری و ده موتور آب از دولت گرفت و در اختیار طایفه‌اش قرار داد . این شخص با دولت و ملت همکاری در طرح امنیت مبارزات زیادی کرد و اشرار را از منطقه راند و امنیت را به این شهر و نرماشیر آورد و مردم با آسودگی و امنیت زندگی می‌کنند و ایشان در طرح عشایری استخدام و در تمام صلح ها شرکت می‌کند در انقلاب پس از هزار صلح و صلاحیت انجام داده است و به لطف خدا هیچ پرونده سیاهی ندارد و با ملت و دولت رو راست بوده و خدمت های زیادی را در قوم اش انجام داده .
این قوم که ۵ طایفه بلوچ هستند از طایفه سید نهتانی هستند و نوادگان سید حسن بلانوش هستند . دو قوم بلوچ وجود داشته به نام های هوت و نوت که بعدا هر یکی چند گروه تشکیل داده و هر یکی ، یک طایفه را نامگذاری کردند و ما می‌خواهيم در هر کاری راستی و درستی باشد و طایفه بلوچ حسن خانی که در منطقه استان کرمان متمرکز بوده اشراری به نام مسری خان افغان لشکر کشی میکرده و از مردمان را غارت می‌کرده و بندی (انسان ) زیادی اسیر می‌کرده . گزارش می‌دهند از طرف یزد و داراب و پسا و شهر بابک غارت کرده و پنجاه و چهار بندی را داره به اسارت می‌برد ، به حاکم کرمان گزارش می‌دهند که این اشرار از کرمان عبور می‌کند و کسی نیست که جلودار او باشد . حاکم کرمان دستور می‌دهد به بلوچ های منطقه زرند و کرمان بگویید که ورثه میر بهادین شسوار خان و حیدر خان پسر شاه میرزا خان اطلاع دهید جلوی این یاغی را بگیرد ، شسوار خان با پسر عمو‌اش حیدر خان هماهنگی می‌کند و با سی نفر مسلح دره شور راور را می‌بندند و مسری خان را با افرادش را به هلاکت می‌رسانند و اموال مردم و انسان های گروگان را تحویل حاکم کرمان می‌دهند . دو اعیف خان افغان از طرف سیرجان و شهربابک و اطراف اموال مردم را غارت و تمام شبان (چوپان )های گله هارا به اسارت می‌آورد و پدر و مادر آنها را به همراه بچه هایشان می‌آورند و اطلاع می‌دهند به بزرگان کرمان که این اشرار دارد از منطقه کرمان به بلوچستان عبور می‌کند. حاکم بم به نام سید علی خان طباطبایی می‌گوید اگر نورعلی سلطان بلوچ در منطقه باشد می‌تواند جلوی این اشرار را بگیرد ولی اتفاقا او به کشیت رفته بوده و پیکی را به آنجا می‌فرستند و نورعلی سلطان دستور می‌دهد که اشرار در کدام اطراف منطقه هستند و جاسوس ها اصلاع می‌دهند که فردا ظهر به آب کشیت می‌رسند . نور علی سلطان دستور می‌دهد آبی که به لوت می‌رود را ببندند و آن را قطع می‌کنند و همان لشکر وارد رودخانه می‌شوند و می‌بینند که آبی وجود ندارد و کم‌کم می‌آید که به آب برسد نورعلی سلطان با پسرش حسین خان که سوارکار زبده‌ای بوده به اشرار حمله و آنها را تسلیم می‌کنند و از سر کرده اشرار می‌خواهد که بندی ها را آزاد و مقداری از اموال آنها را بدهید و باقی را آزاد میکنم و بروید و اشرار قبول می‌کنند و تسلیم می‌شوند و می‌گوید بروید آب را آزاد سازید و می‌روند آب را آزاد می‌کنند و سی و دو نفر انسان را وارد کشیت می‌کند و جارچی می‌گوید بروید برای این بندی ها لباس و خرجی از مردم جمع‌آوری کنید و این کار را انجام می‌دهند و چند روز آنها را نگه می‌دارد و به مرحوم سید علی خان طباطبایی که حاکم بم بوده تحویل می‌دهد.

## حکمران فارس
نادر که محمد خان بلوچ را فردی لایق دید حکومت فارس را به او سپرد، سردار محمد خان با انبوهی از طوایف بلوچ در  فارس مستقر شد که بعد از وی طوایف بلوچ عده ای در فارس ماندگار و عده ای به بلوچستان بازگشتند.

## حکمران کهگیلویه
در سال ۱۱۴۲، نادر محمد خان بلوچ را والی کهگیلویه منصوب کرد.
در کتاب جهانگشای نادری نوشتهٔ میرزا مهدی استرآبادی ذکر گشته: نادرشاه در روز نهضت لوای اسمان آسا محمد خان بلوچ را منظور نظر مرحمت اثر فرموده، به نیابت کهگیلویه سرافراز و مامور ساختند که به اتفاق امیرخان بیک قرقلو، به تنبیه شیخ احمد مدنی و اعراب هوله و سایر اشرار آن سمت  و بنادر بپردازد.
در سال ۱۱۴۶ محمد خان بلوچ والی کهگیلویه جهت سرکوب میرزا باقر کلانتر به دلیل کشتن ولی محمد خان بیگدلی والی لارستان رهسپار فارس شد.

## حکمران خوزستان
نادرشاه نیابت ایالت خوزستان را به محمد خان بلوچ سپرده که تا آن زمان به به نیابت کهگیلویه اشتغال داشت، به‌علاوه شوشتر و دزفول مکرمت و مقرر فرمودند.

## فرمانده قشون ایران در نبرد با عثمانی ها
نادرشاه در نبرد با توپال عثمان پاشا ۱۲۰۰۰ سرباز را به فرماندهی محمدخان بلوچ بر محاصرهٔ بغداد باقی گذاشت و با دیگر نیروهای خویش به مقابله با توپال عثمان رفت. در ۷ صفر ۱۱۴۶ ه‍.ق/۱۹ ژوئیهٔ ۱۷۳۳ م، نبرد آغاز شد و سرانجام پس از ساعت‌ها جنگیدن، سپاهیانِ نادر شکست خوردند و عقب نشستند.
پس از رسیدن خبرِ شکستِ نیروهای نادر به احمد پاشا، وی به نیروهای ایرانی محاصره‌کنندهٔ بغداد حمله بُرد. تعدادی همراه با محمدخان بلوچ عقب نشینی کردند اما بیشترشان کشته یا اسیر شدند.

## اتحاد حکام بلوچ تا براندازی صفویان
محمد خان بلوچ،محمود هوتکی (محمود افغان) را در حمله به اصفهان همراهی کرد. در زمان سقوط اشرف افغان به دست نادرشاه، محمدخان به عنوان سفیر ایران در کشور عثمانی به سر می‌برد.
سردار محمد خان بلوچ ، فرمانده و رهبر مردم بلوچ در سیستان و کرمان بود. با توجه به متن یکی از نامه های او به نادرشاه افشار ، وی خود را فرمانده و رهبر بیش از هشتاد هزار خانوار بلوچ معرفی می کند که از سیستان تا سرحد هندوستان گستردگی دارند. با این حال هنگامی که مورخان معاصر او از ارتش تحت فرماندهی وی سخن می گویند جمعیت آنها را بالغ بر چهار تا هشت هزار نفر می دانند! این تعداد ارتش با توجه به جمعیت بالای مردم تحت فرمان او همخوانی ندارد و احتمالا شمار سپاهیان او می بایست چیزی بیش از هشت هزار نفر بوده باشد که شاید مورخان آمار دقیقی از ایشان نداشته اند!
دیگر متحدان سردار محمد خان بلوچ که آنها نیز از رهبران بلوچ در سایر نواحی بلوچستان بودند عبارتند از: سردار میر خسروشاه بزرگ زاده / نعمت الهی ، سردار میرشهدادخان نوشیروانی و برادرش سردار میرشاهوخان ، سردار دل مراد خان ، میر عیدوخان،میر معصوم خان و یحیی خان ،سردار خان جهان خان سنجرانی و ... . ارتشیان هر یک از این فرماندهان وابسته به محل قدرت یا اسکانشان متفاوت بود مثلا میرخسروشاه دزکی از حکام دزک و سراوان در بلوچستان بود. او نیز ارتشی منظم با جمعیتی بالغ بر ۴ هزار جنگجوی بلوچ به همراه چند عراده توپ را فرماندهی می کرد و در این لشکرکشی اعلام حضور نموده بود.میرشهدادخان و برادرش میرشاهوخان که از منطقه خاران در بلوچستان عازم فتح اصفهان شده بودند سپاهی بیش از ۴ هزار جنگجوی بلوچ را فرماندهی می کردند. در طرف دیگر حکام بلوچ نامبرده هر یک چیزی حدود ۱۰۰۰ تا ۲۰۰۰ هزار جنگجوی بلوچ را مستعد میدان نبرد نموده با خود همراه و یکصدا کردند همچنین سردار خان جهان خان سنجرانی که بتازگی حکومت نیمروز را به‌دست گرفته بود خود با فرماندهی ۵۲ یا بقولی دیگر ۴۶ قبیله بلوچ در تمام نبردهای دولت مرکزی به عنوان نیروی کمکی به دولت مرکزی حضور موثری داشت اما در این وقت به علت عدم وجود فرماندهی زبده و لایق، آنها نیز با رهبران مخالف متحد شده ارتشی منظم و نیرومند را روانه کردند.
در جهت دیگر حکام و فرماندهان بلوچ حاکم بر مکران غربی ،جاسک،میناب،بشاگرد و ... جمعا ارتشی حدود ۱۶ هزار بلوچ را [احتمالا] به فرماندهی فردی بنام سلطان میرحیدر خان میرکاووسی بلوچ عازم این نبرد عظیم نمودند.  با این حساب جمعیت کل بلوچ های مخالف دولت مرکزی صفویان در این لشکرکشی بالغ بر ۴۰ تا ۴۴ هزار جنگجوی قهار و بهادر بوده است که متأسفانه منابع دست دوم به‌درستی این تعداد را بیان نکرده و اشتباها به بیان جمعیت بلوچان سیستان و خاران بسنده نموده اند که در آن نیز اشتباه وافری دیده می شود چراکه جمعیت هر دو گروه را جمعا هشت هزار نفر دانستند! این در صورتی است که استدلال های عقلانی صحیح و معتبر بر پایه روش های نوین تاریخ نگاری نظریات مطرح شده را مردود می داند مگر آنکه در پاسخی که مورخان گذشته به این پرسش داده اند بگوییم اشتباه محاسباتی صورت گرفته است ورنه از نظر عقلانی این سخن و مدعا صحیح دانسته نمی شود.

## محمد خان بلوچ و شاه طهماسب دوم
مطابق با منابع و مدارک تاریخی نخستین یا یکی از فعالیت های اولیه او با خاندان ممدوح صفوی در سال ۱۱۴۳ ه‍.ق رخ داد. در این سال شاه طهماسب ثانی مشغول نبرد با ارتش عثمانی در نواحی بغداد بود که محمد خان بلوچ به عنوان «فرمانده قلب سپاه ایران یا فرمانده کل» نیروهای شاه طهماسب دوم مقرر شده و در رکاب او حضور داشت. متأسفانه در ادامه نبرد با خیانت تنی چند از سران سپاه ایران فرمانده کل سردار محمد خان بلوچ و شاه طهماسب دوم مجبور به عقب نشینی شدند که در نتیجه این عقب نشینی شکست سنگینی بر آنها وارد آمد . آقای فصیحی در کتاب منتخب مغان یا نادر دوران به این مسئله پرداخته می عنوان می کند محمد خان بلوچ و شاه طهماسب دوم در حدود کردوخان از سپاه عثمانی شکست خوردند به این ترتیب حدود کرمانشاه ،همدان،مراغه،تبریز به تصرف قوای عثمانی درآمد.شاه طهماسب دوم به اصفهان عازم شد و محمد خان بلوچ برای تجدید قوا در ساروق از توابع قم پناه گزین شد. همچنین آقای فصیحی در این خصوص شعر زیر را بیان می کنند که به واقعه مذکور مربوط می باشد :
| ره خانقین قصر و کرمانشهان  |  | گرفت و بیامد سوی اکباتان |
| که تهماسب دومین با سپاه    |  | مواجه بشد با چنو بین راه |
| قوا را که سردارشان بد بلوچ |  | نسنجیده سمت دگر داد کوچ  |

## واپسین روزهای شورش، دستگیری و مرگ سردار محمد خان
سردار لشکر نادرشاه که بنام سردار جلایر معروف بود، پس از دستگیری شیخ احمد مدنی و خراب و غارت کمشک وقلعه جات کهنه وکلات سرخ جناح و آبادی‌های دیگر به‌طرف شیبکوه رهسپار شد.
در هنگام عبور قشون سردار جلایر از منطقه چندین بار چریک‌های شیخ محمد خان بستکی برای مدافعه ونجات شیخ احمد مدنی در گیر شده بودند، ولی چریک‌های شیخ محمد خان که بیش از هزار سوار نبودند در مقابل سی هزار سوار لشکر انبوه جلایر کاری از پیش نبردند و سردار جلایر بالشکر سواره خود به شیبکوه رسانده و به وسیله شیخ عبدالرحمن علاق ظابط بندر نخیلو و شیبکوه سردار محمد خان بلوچ از جزیره کیش دستگیر نموده و باغل و زنجیر از طریق بندرعباس و کرمان به اصفهان برده واورا زندانی نموده.
نادرشاه افشار نائب السلطنه و سپه سالار ایران در سال ۱۱۴۷ هجری قمری سردار محمد خان بلوچ را از زندان کاخ عالی قاپو بیرون آورده و پس از اینکه یک یک گناهان وی را شمرد دستور داد هر دو چشم او از حَدَقه بیرون آورند.بنابر روایت های تاریخی در زمان آشنایی محمدخان و نادرشاه افشار ایشان یکبار مرتکب خطایی شدند که به موجب آن نادرشاه افشار وی را به کاخ عالی قاپو فرا خواند و خطاب به محمد خان بلوچ فرمود:
" چنانچه بار دیگر خطایی از تو سر زند ، در آن صورت هر دو چشم زیبای خود را از دست خواهی داد ! " 
محمد خان بلوچ نیز با غرور و خودسری این شرط را پذیرفت و در هنگام اسارت در دست افشاریان مطابق وعده پیشین هر دو چشم خویش را از دست داد.با این وضعیت سردار محمد خان بلوچ مرگ را بر زندگی ترجیح می‌دهد و در زندان خودکشی می‌کند.گرچه در خصوص نحوه مرگ او بین مورخان بعد از او اختلاف نظر است چراکه مورخان و افرادی که در زمان او مشغول ثبت وقایع بودند از نحوه مرگ وی هیچ گزارشی نداده و تنها گفته اند او وفات یافت یا آنکه اعدام شد! اکثریت صاحب نظران نیز در این خصوص سکوت پیشه کردند.